# Thập tự chinh phương Bắc

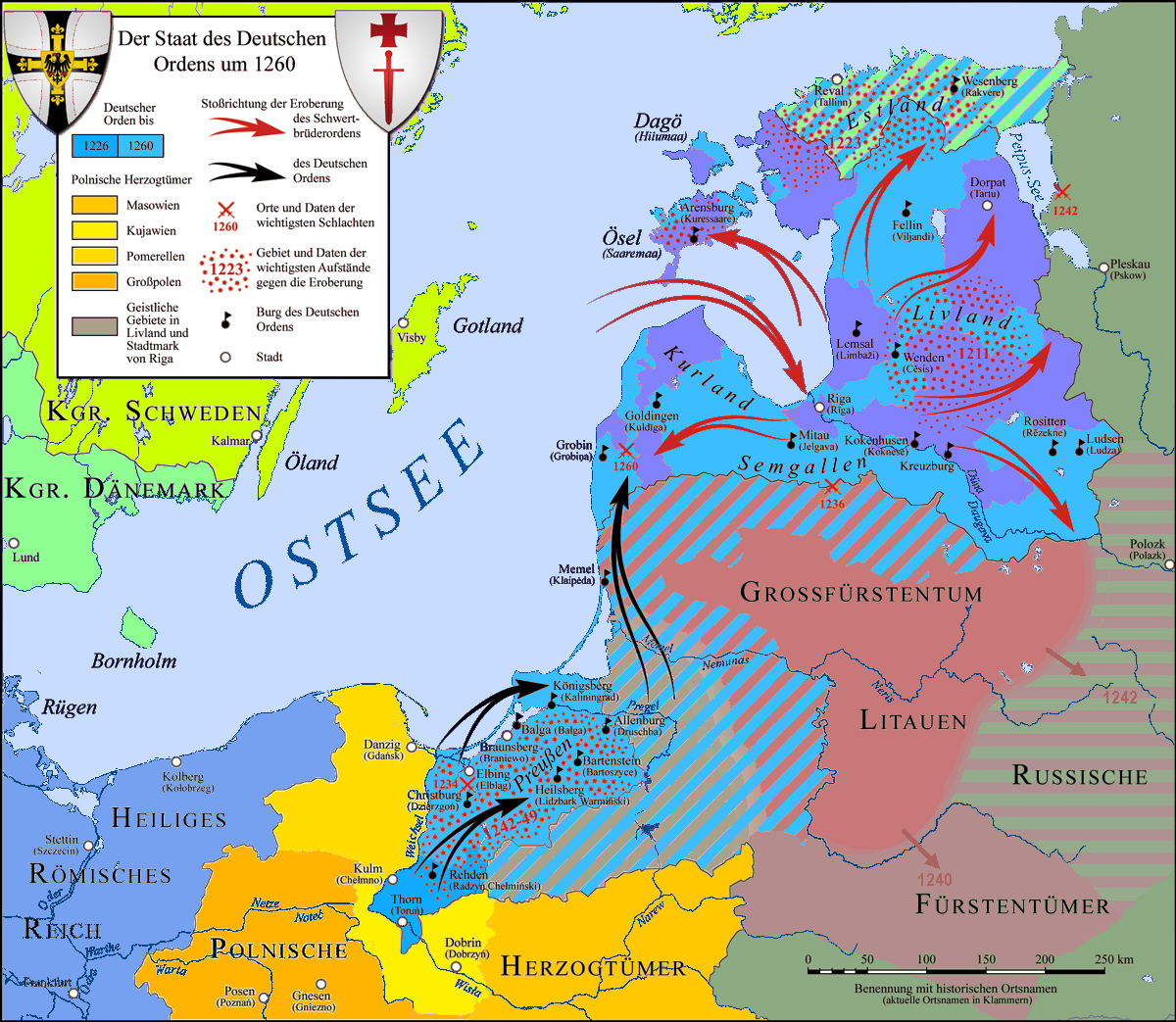
Các cuộc chinh phạt của Hiệp sĩ Teutonic, năm 1260

Thập tự chinh phương Bắc  hay Thập tự chinh Baltic  là các chiến dịch thuộc địa hóa Cơ đốc giáo và Cơ đốc hóa được thực hiện bởi các giáo binh đoàn của Giáo hội Công giáo Rôma các và vương quốc Cơ đốc giáo, chủ yếu chống lại các dân tộc theo Pagan giáo Baltic, Phần Lan và Tây Slav ngoại giáo xung quanh bờ biển phía nam và phía đông của Biển Baltic, và ở một mức độ thấp hơn cũng chống lại người Slav theo Chính thống giáo Đông phương (Đông Slav).
Các chiến dịch đáng chú ý nhất là các cuộc Thập tự chinh Livonia và Phổ. Một số trong những cuộc chiến này được gọi là thập tự chinh trong thời Trung cổ, nhưng những cuộc khác, bao gồm hầu hết các cuộc chiến của Thụy Điển, lần đầu tiên được các nhà sử học chủ nghĩa dân tộc lãng mạn thế kỷ 19 gọi là thập tự chinh. Tuy nhiên, các cuộc thập tự chinh chống lại các dân tộc bản địa vùng Baltic đã được Giáo hoàng Alexanđê III cho phép trong sắc chỉ Non parum animus noster, vào năm 1171 hoặc 1172.